# 谢尔盖耶夫卡农村居民点 (布良斯克州)
谢尔盖耶夫卡农村居民点（俄语：Сергеевское сельское поселение）是俄罗斯联邦布良斯克州杜布罗夫卡区所属的一个农村居民点。其下辖有14个居民点，行政中心为阿列申卡。据2015年统计，该农村居民点的人口为330人。